# Геолого-географічний факультет ОНУ імені І. І. Мечникова
Гео́лого-географі́чний факульте́т Одеського національного університету імені І. І. Мечникова — один з найстаріших факультетів університету.
Відкриття кафедри геогнозії і палеонтології в перші роки післі відкриття Новоросійського (Одеського) університету (1 (13) травня 1865 року) сталося у 1867 році завдячуючи професору М. М. Соколову (1826—1877).

У 1934 році, на виконання Постанови ЦК ВКП(б) і РНК СРСР від 16. 05. 1934 р. «Про викладання географії в початковій і середній школі» і Постанови президії комітету вищої технічної освіти при ЦВК СРСР від 14. 07. 1934 р. «Про викладання економічної географії у вузах і втузах» на базі кафедр фізичної географії і геології університету та кафедри економічної географії Одеського інституту народного господарства створено географічний факультет Одеського державного університету. У складі факультету були кафедри фізичної географії і геології, економічної географії, метеорології і гідрології, геодезії і картографії, геології, мінералогії і петрографії. Всі кафедри були випусковими. Основою матеріально-технічної бази факультету були навчальні кабінети при відповідних кафедрах, метеостанція, петрографо-мінералогічний і палеонтологічний музеї. Першими деканами географічного факультету були доц. О. М. Смирнов (1934—1935, 1937—1938), проф. Ш. Г. Вишнепольський (1936—1937), доц. І. Ю. Калібердін (1938—1939), проф. І. Д. Андросов (1940—1941).

До 1941 р. факультет випустив 171 фахівця, на кафедрах дослідницьку роботу здійснювали 10 аспірантів. Викладачі та співробітники факультету проводили дослідження і картографування природних умов і ресурсів півдня України, надавали методичну допомогу вчителям географії загальноосвітніх шкіл.

У роки Великої Вітчизняної війни підготовка фахівців-географів проводилась в евакуації (м. Майкоп — 1941—1942 рр., м. Байрам-Алі — 1942—1944 рр.). Деканом факультету у воєнні та перші повоєнні роки був завідувач кафедри економічної географії доц. О. М. Смирнов.

Восени 1945 року на базі кафедри геології, музеїв, кабінету і лабораторії ґрунтознавства та студентів геологічної фуркації було створено геолого-ґрунтовий факультет (декан проф. Ю. А. Гапонов) у складі трьох кафедр — геології і палеонтології, гідрогеології, мінералогії і петрографії, кабінету і лабораторії ґрунтознавства (у 1948—1949 рр. кафедри ґрунтознавства).

У 1952 році географічний і геолого-ґрунтовий факультети університету були об'єднані у геолого-географічний факультет (декан — доц. О. М. Смирнов у 1952—1960 рр.).
У різні роки факультет очолювали: доц. Г. П. Міщенко (1960—1970 рр.), проф. І. П. Зелінський (1970—1979 рр.), доц. І. О. Полоса (1979—1983 рр.), проф. О. Г. Топчієв (1983—1985 рр.), доц. Я. М. Біланчин (1985—2007 рр.). З 2007 року факультет очолює проф. Є. А. Черкез.

Протягом 70 років існування факультет підготував майже 10 тисяч фахівців — географів і геологів, 600 аспірантів і докторантів. Близько 500 випускників факультету захистили кандидатські та докторські дисертації. Серед випускників факультету — І. І. Чебаненко — академік АН УРСР, Лауреати Ленінської премії — О. А. Гордієнко, В. М. Степанов, В. Є. Хаджи, Лауреати Державної премії СРСР — Л. Л. Перчук, В. Є. Хаджи. Лауреатами Державної премії Молдавської РСР у 1988 р. стали випускники геолого-географічного факультету В. М. Баранова, І. В. Зеленін, В. О. Подражанський. Лауреати Державної премії України в галузі науки і техніки — професори факультету Г. І. Швебс (1993), І. П. Зелінський та Є. А. Черкез (1996).
Нині до складу факультету входять 6 кафедр (кафедра загальної та морської геології, кафедра інженерної геології і гідрогеології, кафедра фізичної географії та природокористування, кафедра економічної і соціальної географії, кафедра ґрунтознавства і географії ґрунтів, кафедра географії України).
На факультеті навчається понад 600 студентів. Підготовка студентів та наукова діяльність на факультеті проводиться спільно і в тісному співробітництві з Проблемною науково-дослідною лабораторією інженерної геології узбережжя моря, водосховищ та гірських схилів (ПНДЛ-1), Проблемною науково-дослідною лабораторією ґрунтознавства та географії ґрунтів (ПНДЛ-4), Галузевою науково-дослідною лабораторією морської геології і геохімії. Навчальний процес забезпечує Геолого-мінералогічний музей, заснований у 1865 році, Палеонтологічний музей (заснований у 1873 році), Підземний палеонтологічний заповідник «Одеські катакомби».
Навчальна практика для студентів I курсу проводиться при вивченні неоген-четвертинних відкладень в околицях м. Одеси, а потім у різних регіонах України. Навчальна практика зі структурної геології та геологічного картування проводиться для студентів II курсу спеціальностей «Геологія» та «Гідрогеологія» з метою закріплення знань, отриманих у ході теоретичного навчання студентів, а також навчання прийомам польових геологічних досліджень, зокрема, методам проведення геологічної зйомки.
На факультеті видається збірник наукових праць «Вісник Одеського національного університету: серія Географія. Геологія».